# Panasonic Lumix DMC-GX8
Die Panasonic Lumix DMC-GX8 ist ein spiegelloses Systemkameragehäuse des Herstellers Panasonic für das Micro-Four-Thirds-System. Sie ist seit August 2015 im europäischen Handel erhältlich.
Die spritzwassergeschützte Kamera hat mit dem neu entwickelten 20-Megapixel-Sensor die – bei Markteinführung im Jahr 2015 – höchste Bildauflösung bei Micro-Four-Thirds-Systemen. Ein weiteres neues Hauptmerkmal ist Dual IS; die Fünf-Achsen-Bildstabilisierung des Kameragehäuses wird mit dem Bildstabilisator des Objektivs synchronisiert.

## Technische Merkmale
Die Kamera verfügt auch vor der Aufnahme sowohl auf dem klapp- und schwenkbaren Bildschirm als auch im klappbaren elektronischen Sucher mit vergleichsweise großem Sucherbild im Live-View-Modus über Hilfsmittel wie eine Softwarelupe, Fokus-Peaking, Gesichtserkennung, elektronische Wasserwaage, Zebramuster für überbelichtete Bildbereiche und ein Histogramm für die Anzeige der Verteilung von Helligkeitswerten. Der berührungsempfindliche Bildschirm kann auch während der Verwendung des Suchers bedient werden, um zum Beispiel das Fokusfeld zu verschieben.
Die Kamera erlaubt es im Dual-IS-Modus (IS = image stabilisation = Bildstabilisierung), die Bildstabilisierung von Kameragehäuse und Objektiv zu kombinieren. Ältere Objektive des Kamerasystems benötigen allerdings eine Aktualisierung der Firmware, um diese Funktion unterstützen zu können. Mit dieser Funktion können auch bei sehr kleinen Bildwinkeln bei der Verwendung von starken Teleobjektiven freihändige Aufnahmen mit 1/10 Sekunde Belichtungszeit gemacht werden.
Eine Innovation ist die Implementierung der DFD-Technologie (= Depth From Defocus = Tiefe aus der Unschärfe), bei der eine spezielle Hardware im Kameragehäuse während der automatischen Veränderung der Entfernungseinstellung am Objektiv aus nur zwei aufeinanderfolgenden Messungen der sich verändernden Unschärfe von beliebigen Objektpunkten die dazugehörigen Objektweiten ermittelt und das Objektiv daraufhin in weniger als einer Zehntelsekunde auf eine geeignete Objektweite einstellt. Damit sind bis zu sechs Einzelaufnahmen pro Sekunde mit voller Autofokus-Unterstützung möglich. Diese Funktion steht allerdings nur mit Objektiven zur Verfügung, die über entsprechend schnelle Motoren für die Fokussierung und über die erforderlichen Funktionen für die Einstellung der Objektweite verfügen. Im Anschluss wird eine herkömmliche Kontrastmessung für die Feinjustierung der Entfernungseinstellung durchgeführt, die auch bei sehr geringen Belichtungswerten bis herab zu -4 EV funktioniert („Sternenlicht Autofokus“).
Die kürzeste mechanische Verschlusszeit beträgt 1/8000 Sekunde, mit (geräuschlosen) elektronischem Verschluss kann auch 1/16000 Sekunde eingestellt werden.
Die Kamera hat eine 4K-Videofunktion und kann im 4k-Fotomodus innerhalb von zwei Sekunden 60 Aufnahmen machen.
Die GX8 verfügt über ein eingebautes W-LAN-Modul mit Unterstützung durch die Near Field Communication (NFC), das sich mit der App Panasonic Image App auf einem Android- oder Apple-iOS-Smartphone beziehungsweise Tabletcomputer verbinden kann. Dadurch wird es möglich, das aktuelle Sucherbild auf dem Endgerät zu betrachten und die Kamera vollständig von dort aus zu steuern.
Über Objektivadapter, die das Auflagemaß angleichen, sind die Objektive des Vorgängers des digitalen Kamerasystems Four-Thirds mit Automatikfunktionen und Objektive viele anderer Kamerasysteme im manuellen Betrieb einsetzbar.

## Testergebnisse
Die Kamera GX8A mit dem Zoomobjektiv Lumix G X Vario 2,8/12-35 mm war im Oktober 2015 die erste Kamera seit 2004, die von der Stiftung Warentest im vergleichenden Warentest ein sehr gutes Gesamturteil erhalten hat.
Auch bei anderen Tests gab es herausragende Bewertungen:
- ColorFoto 10/2015: Kauftipp[8]
- Fotohits 10/2015: Gesamtnote „sehr gut“[9]
- fotoMAGAZIN 9/2015: Testsieger, sehr gut[3]
- Photographie 9/2015: „Produkt des Monats“, sehr gut[10]

Im Jahr 2016 wurde die von Panasonic mit dem Kameragehäuse GX8 eingeführte synchronisierte Bildstabilisierung Dual IS von der Vereinigung von Fachzeitschriften European Imaging and Sound Association (EISA) als beste Innovation (European Photo Innovation 2016-2017) ausgezeichnet.

## Galerie

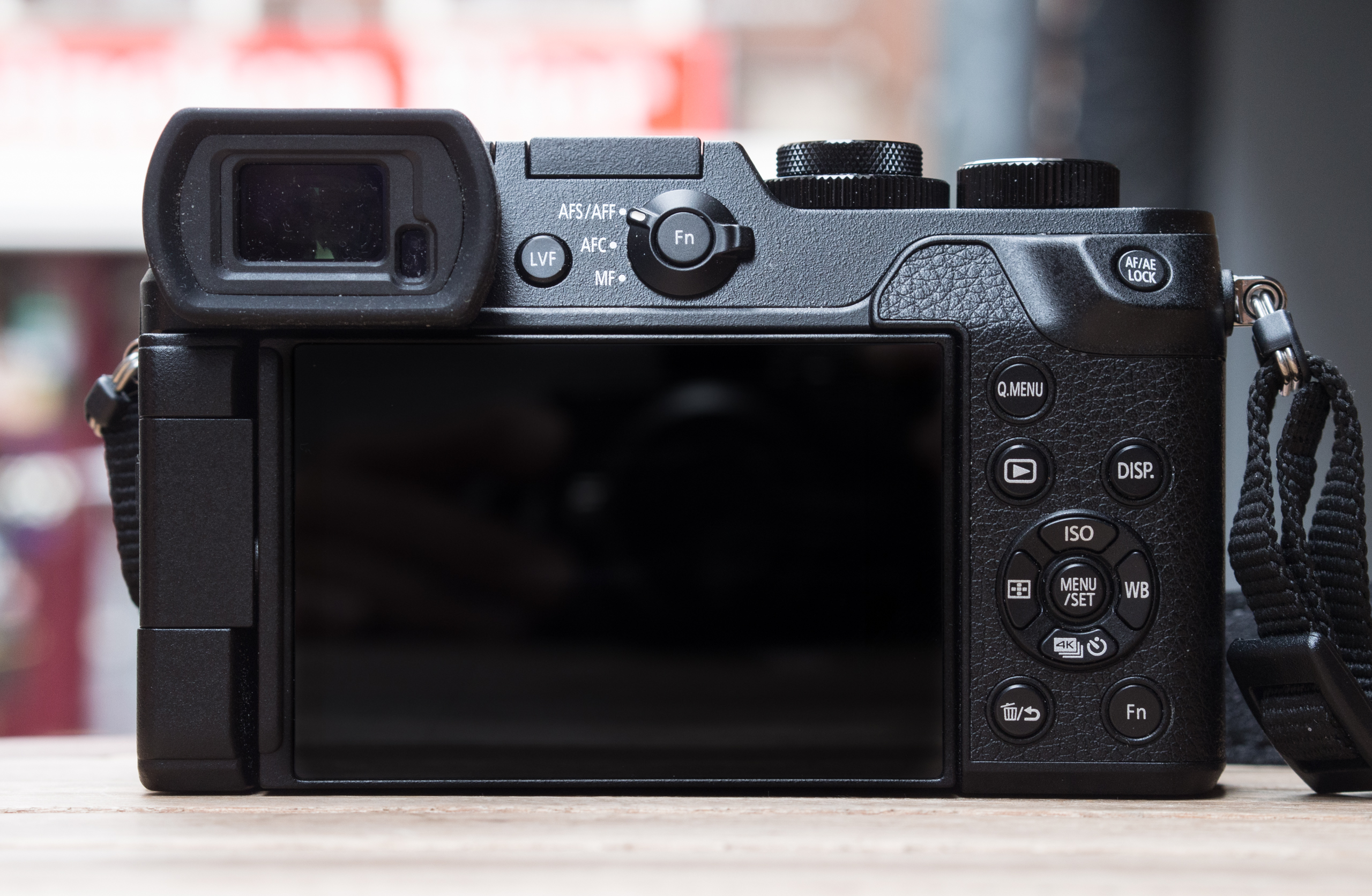
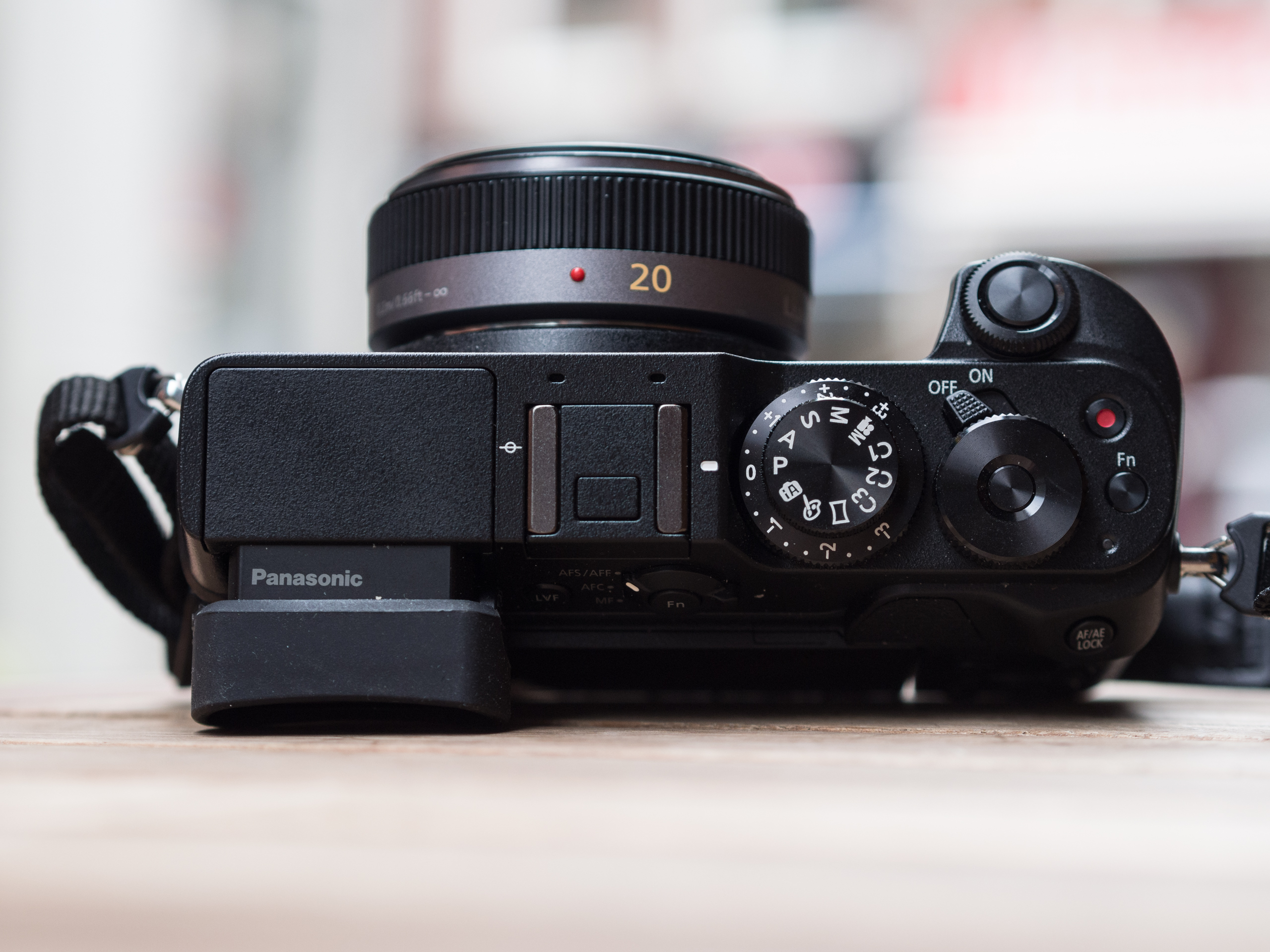
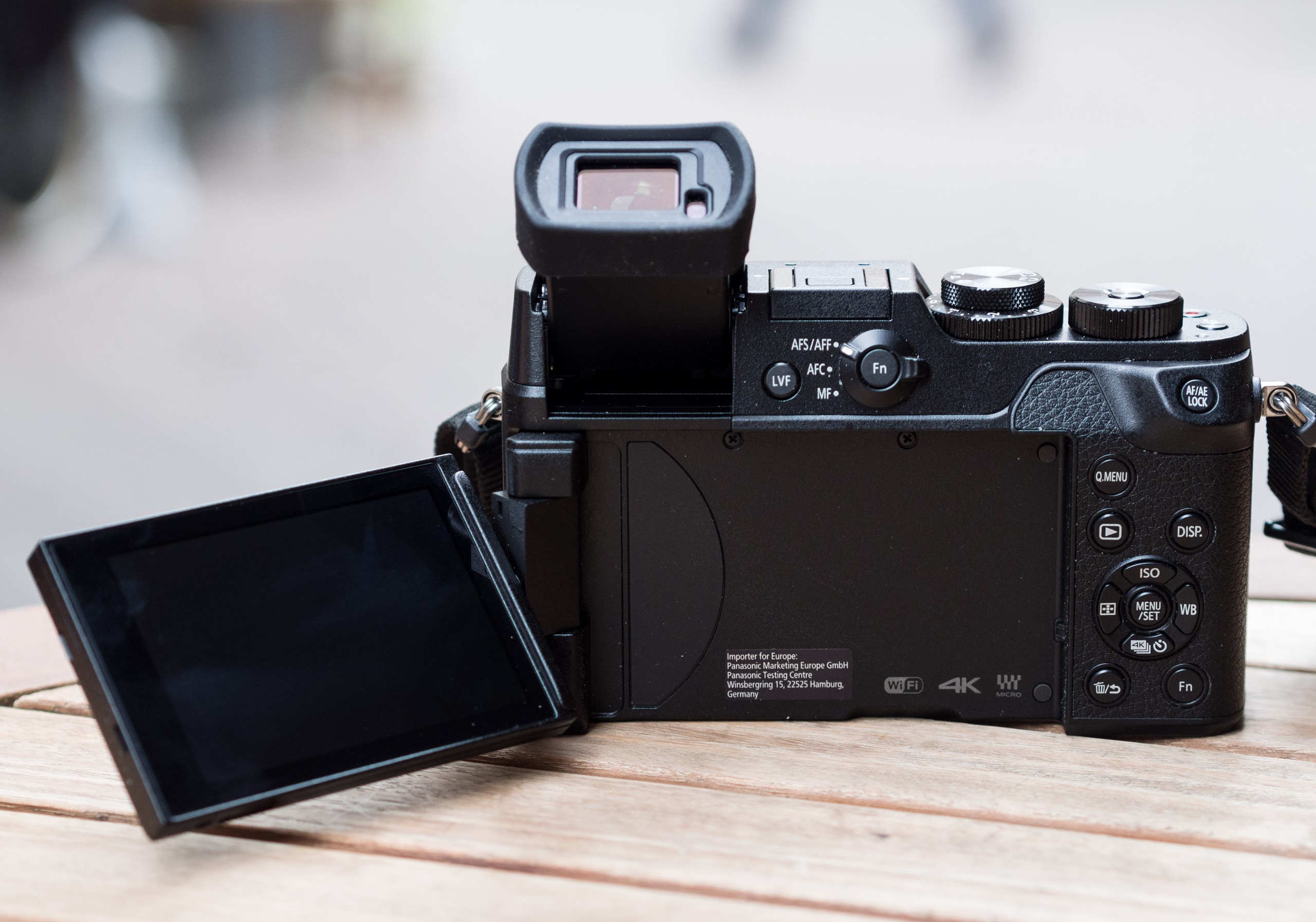
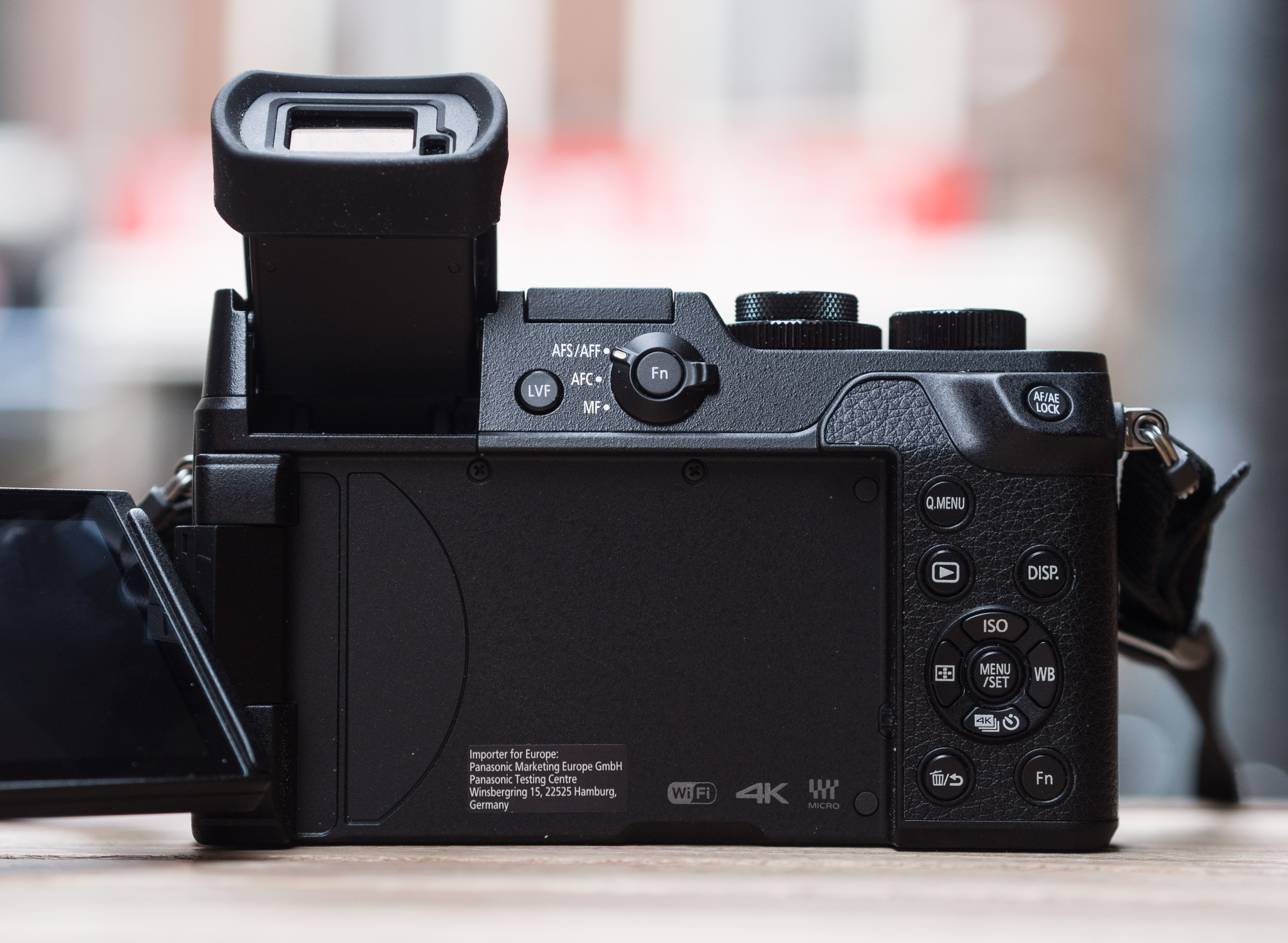